# Ballet des ombres heureuses
Ne doit pas être confondu avec Ballet des ombres.
Le Ballet des ombres heureuses ou Scène des Champs-Élysées  est un ballet-pantomime extrait de l’opéra Orphée et Eurydice de Christoph Willibald Gluck, créé à Paris en 1774. Sa musique est un solo de flûte traversière accompagné par un orchestre à cordes.

## Le ballet dans l’opéra
Ce ballet-pantomime, ou ballet d'action, est la 3e scène de l’acte II de l’opéra Orphée et Eurydice, après la danse des Furies à la fin de laquelle celles-ci disparaissent dans un gouffre, au moment où Orphée pénètre dans une des parties des Enfers, les Champs Élysées, séjour des âmes vertueuses, jardin de buissons fleuris où se trouve Eurydice suivie des ombres des Héros et des Héroïnes.
Cette forme de ballet intercalaire inséré dans un opéra est une spécificité de l’art lyrique français des XVIIe et XVIIIe siècles.
Ce passage est l'un de ceux ajoutés dans la version française de 1774 à l'opéra Orphée et Eurydice créé à Vienne en 1762

## La musique
La musique de ce ballet est un solo de flûte accompagné par les cordes de l’orchestre. Cette pièce comprend un menuet lent et très doux en fa majeur suivi d’une mélodie très expressive dans le ton relatif de ré mineur puis d'un retour au menuet en coda.
Cet air central d’une grande beauté est également fréquemment interprété par d’autres instrumentistes (violonistes, violoncellistes etc.), parfois en soliste. Dans ce cas, seule la mélodie centrale est jouée car le menuet joué par un instrument mélodique sans accompagnement paraît fade.
Cette pièce a également été transcrite pour piano.

## Appréciation de Berlioz
Hector Berlioz qui appréciait pourtant assez peu la flûte mentionne  en ces termes la Scène des Champs Élysées dans son Traité d'instrumentation et d'orchestration :

« S’il s’agit par exemple, de donner à un chant triste un accent désolé, mais humble et résigné en même temps, les sons faibles du medium de la flûte, dans les tons d’ut mineur et de ré mineur surtout, produiront certainement la nuance nécessaire. Un seul maître me paraît avoir su tirer grand parti de ce pâle coloris : c’est Christoph Willibald Gluck. En écoutant l’air pantomime en ré mineur qu’il a placé dans la Scène des Champs-Élysées d’Orphée, on voit tout de suite qu’une flûte devait seule en faire entendre le chant. Un hautbois eût été trop enfantin et sa voix n’eût pas semblé assez pure ; une clarinette eût mieux convenu sans doute, mais certains sons eussent été trop forts, et aucune des notes les plus douces n’eût pu se réduire à la sonorité faible, effacée, voilée du fa naturel du médium, et du premier si au-dessus des lignes, qui donnent tant de tristesse à la flûte dans ce ton de ré mineur où ils se présentent fréquemment. Enfin, ni le violon, ni l’alto, ni le violoncelle, traités en solo ou en masse, ne convenaient à l’expression de ce gémissement mille fois sublime d’une ombre souffrante et désespérée ; il fallait précisément l’instrument choisi par l’auteur. Et la mélodie de Gluck est conçue de telle sorte que la flûte se prête à tous les mouvements inquiets de cette douleur éternelle, encore empreinte de l’accent des passions de la terrestre vie. C’est d’abord une voix à peine perceptible qui semble craindre d’être entendue ; puis elle gémit doucement, s’élève à l’accent du reproche, à celui de la douleur profonde, au cri d’un cœur déchiré d’incurables blessures, et retombe peu à peu à la plainte, au gémissement, au murmure chagrin d’une âme résignée… Quel poète ! »

## Musique de film
La musique du Ballet des ombres heureuses figure dans le film de 1960 Le Testament d'Orphée de Jean Cocteau.